# 今金町立美利河小学校
今金町立美利河小学校（いまかねちょうりつぴりかしょうがっこう）は北海道瀬棚郡今金町美利河に所在した公立小学校である。

## 概要
1902年（明治35年）にマンガン鉱山で採掘に従事する作業員の子どもに教育を行う場として開設された。
一時期は児童数が100人を超えたこともあったが、過疎化に加えて美利河ダム建設により土地を離れる人もあり、児童数は減少していった。
1989年度には児童数が1人となり、翌年度から山村留学制度を導入、2013年3月に地元小学生が0名となるのに合わせ閉校となった。

## 沿革
- 1902年 - 第六利別簡易教育所として開所。第一期生は男子12名・女子5名の計17名だった[1]。
- 1911年8月 - 第六利別尋常小学校に改称。
- 1927年 - 美利河尋常小学校に改称。
- 1941年 - 美利河国民学校に改称。
- 1943年 - 美利河国民学校に高等科を併置。
- 1947年 - 美利河小学校に改称。美利河中学校開校(併置)。
- 1952年12月 - 美利河別分校開校。
- 1962年2月 - 校歌制定。
- 1966年3月 - 美利河別分校閉校。
- 1981年3月 - 美利河中学校閉校。
- 1981年4月 - 町内小規模校4校合同による集合学習「四つ葉学校」を開始。
  - 以来、学校の閉校に伴う参加校の増減を経て2003年3月まで続く。
- 1982年 - 美利河ダム建設のため、現在地へ移転。
- 1990年 - 山村留学制度導入。
  - この間、1992年度〜1994年度は児童が山村留学生のみとなる。
- 2012年8月5日 - 美利河小学校閉校記念式典・お別れ会を開催[1]。
- 2013年3月 - 閉校。

## アクセス
- 函館バス「ピリカダム前」（国道230号沿い）停留所下車徒歩8分